# Шчепович, Марко
Ма́рко Шче́пович (серб. Марко Шћеповић / Marko Šćepović; 23 мая 1991, Белград, СФРЮ) — сербский футболист, нападающий клуба «Нови-Пазар».

## Карьера

### Клубная
Воспитанник «Партизана». С 2008 по 2010 год был в аренде в «Телеоптике». Там он неплохо проявил себя и возвратился в свой прежний клуб.
2 сентября 2013 Марко перешёл в греческий «Олимпиакос».

### В сборной
В сборной до 19 лет выступал с 2009 по 2010 годы. В молодёжной сборной дебютировал 25 марта 2011 года в игре против Болгарии.

## Достижения
«Партизан»
- Чемпион Сербии (3): 2010/11, 2011/12, 2012/13
- Обладатель Кубка Сербии: 2010/11

«Олимпиакос»
- Чемпион Греции: 2013/14

«Омония»
- Чемпион Кипра: 2020/21

## Клубная статистика
| Клуб                       | Сезон      | Лига            | Лига  | Лига | Кубок | Кубок | Континент | Континент | Другое | Другое | Итог  | Итог |
| Клуб                       | Сезон      | Дивизион        | Матчи | Голы | Матчи | Голы  | Матчи     | Голы      | Матчи  | Голы   | Матчи | Голы |
| -------------------------- | ---------- | --------------- | ----- | ---- | ----- | ----- | --------- | --------- | ------ | ------ | ----- | ---- |
| Телеоптик                  | 2009/10    | Первая лига     | 26    | 11   | 0     | 0     | —         | —         | —      | —      | 26    | 11   |
| Партизан                   | 2010/11    | Суперлига       | 19    | 6    | 3     | 4     | 4         | 0         | —      | —      | 26    | 10   |
| Партизан                   | 2011/12    | Суперлига       | 9     | 4    | 2     | 0     | 4         | 1         | —      | —      | 15    | 5    |
| Партизан                   | 2012/13    | Суперлига       | 17    | 6    | 2     | 0     | 4         | 0         | —      | —      | 23    | 6    |
| Партизан                   | 2013/14    | Суперлига       | 0     | 0    | —     | —     | 4         | 0         | —      | —      | 4     | 0    |
| Партизан                   | Итог       | Итог            | 45    | 16   | 7     | 4     | 16        | 1         | —      | —      | 68    | 21   |
| Олимпиакос                 | 2013/14    | Суперлига       | 13    | 4    | 4     | 3     | —         | —         | —      | —      | 17    | 7    |
| Мальорка (аренда)          | 2014/15    | Сегунда         | 15    | 6    | 1     | 0     | —         | —         | —      | —      | 16    | 6    |
| Терек (аренда)             | 2015       | Премьер-лига    | 1     | 0    | —     | —     | —         | —         | —      | —      | 1     | 0    |
| Мускрон-Перювельз (аренда) | 2015/16    | Про лига        | 24    | 6    | 0     | 0     | —         | —         | —      | —      | 24    | 6    |
| МОЛ Фехервар               | 2016/17    | Высший дивизион | 24    | 13   | 1     | 3     | —         | —         | —      | —      | 25    | 16   |
| МОЛ Фехервар               | 2017/18    | Высший дивизион | 26    | 10   | 2     | 0     | 7         | 5         | —      | —      | 35    | 17   |
| МОЛ Фехервар               | 2018/19    | Высший дивизион | 27    | 10   | 8     | 3     | 14        | 1         | —      | —      | 49    | 14   |
| МОЛ Фехервар               | 2019/20    | Высший дивизион | 1     | 0    | —     | —     | 4         | 0         | —      | —      | 5     | 0    |
| МОЛ Фехервар               | Итог       | Итог            | 78    | 33   | 11    | 8     | 25        | 6         | —      | —      | 114   | 47   |
| Ризеспор                   | 2019/20    | Супер лига      | 10    | 0    | 3     | 4     | —         | —         | —      | —      | 13    | 4    |
| Бурирам Юнайтед            | 2020/21    | Лига 1          | 9     | 5    | 0     | 0     | —         | —         | —      | —      | 9     | 5    |
| Омония                     | 2020/21    | Дивизион А      | 16    | 8    | 2     | 0     | —         | —         | —      | —      | 18    | 8    |
| Омония                     | 2021/22    | Дивизион А      | 1     | 0    | 1     | 1     | 3         | 0         | —      | —      | 5     | 1    |
| Общий итог                 | Общий итог | Общий итог      | 238   | 89   | 29    | 20    | 44        | 7         | 0      | 0      | 311   | 116  |

### Выступления за сборную
| Матчи Шчеповича за сборную Сербии | Матчи Шчеповича за сборную Сербии | Матчи Шчеповича за сборную Сербии | Матчи Шчеповича за сборную Сербии | Матчи Шчеповича за сборную Сербии | Матчи Шчеповича за сборную Сербии | Матчи Шчеповича за сборную Сербии |
| --------------------------------- | --------------------------------- | --------------------------------- | --------------------------------- | --------------------------------- | --------------------------------- | --------------------------------- |
| №                                 | Дата                              | Оппонент                          | Счёт                              | Голы                              | Соревнование                      |                                   |
| 1                                 | 12 октября 2012                   | Бельгия                           | 0:3                               | —                                 | Отборочные матчи ЧМ-2014          |                                   |
| 2                                 | 14 ноября 2012                    | Чили                              | 3:1                               | —                                 | Товарищеский матч                 |                                   |
| 3                                 | 22 марта 2013                     | Хорватия                          | 0:2                               | —                                 | Отборочные матчи ЧМ-2014          |                                   |
| 4                                 | 7 июня 2013                       | Бельгия                           | 1:2                               | —                                 | Отборочные матчи ЧМ-2014          |                                   |
| 5                                 | 14 августа 2013                   | Колумбия                          | 0:1                               | —                                 | Товарищеский матч                 |                                   |

Итого: 5 игр / 0 голов; 1 победа, 0 ничьих, 4 поражения.

## Личная жизнь
Сын Сладжана Шчеповича, игрока «Партизана» 1980-х годов и ныне тренера молодёжного состава. Также есть брат Стефан.